# Stazione di Montagna
La stazione di Montagna (in tedesco Montan) è stata una stazione ferroviaria, a servizio del comune di Montagna, posta lungo la ex linea ferroviaria a scartamento ridotto Ora-Predazzo chiusa il 10 gennaio 1963.

## Strutture e impianti

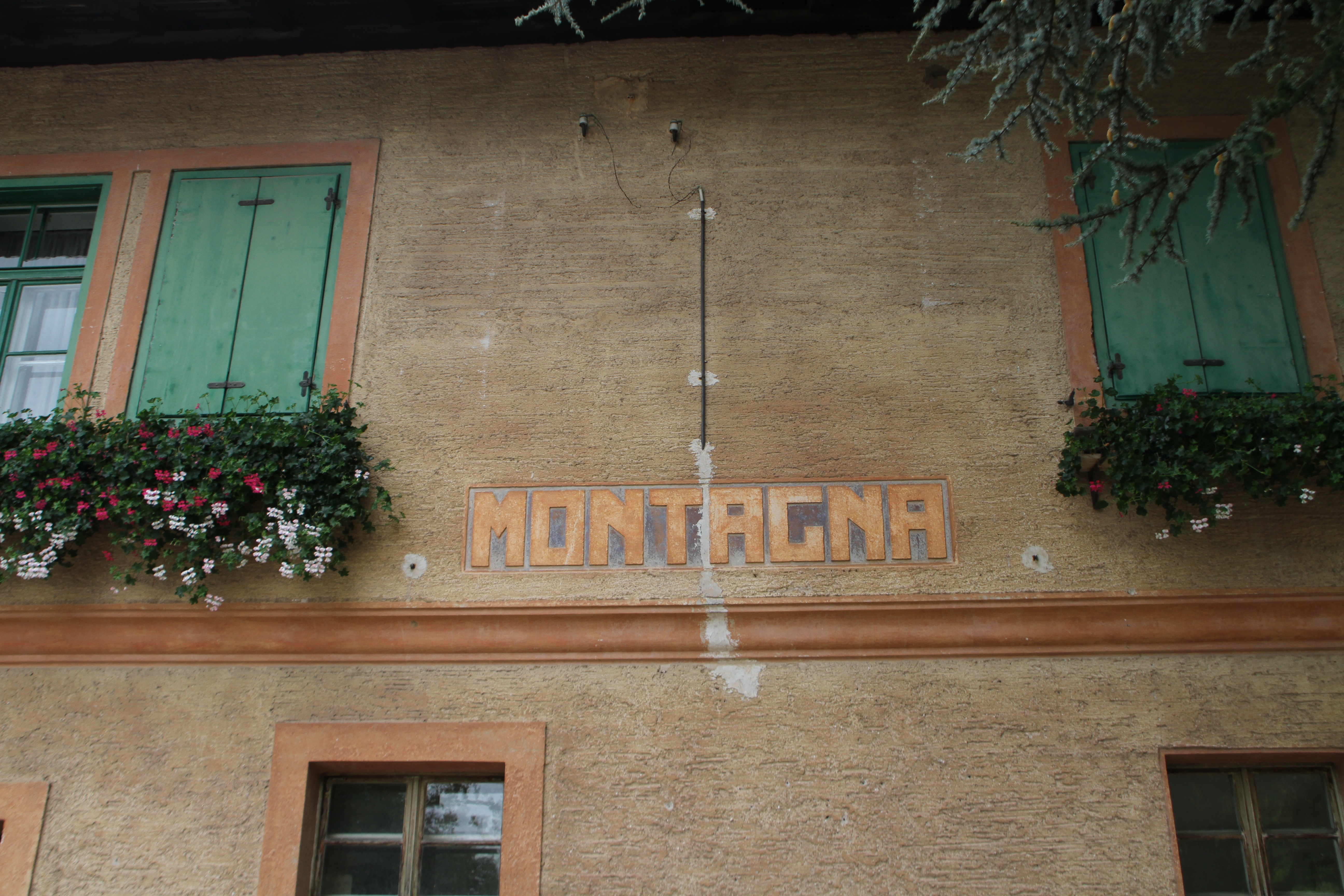
l'insegna della stazione

La stazione era composta da un fabbricato viaggiatori, un magazzino merci e tre binari.
A novembre 2015 rimangono solo il magazzino merci e il fabbricato adibito ad abitazione privata mentre i tre binari sono stati smantellati.